# 파네베지스구

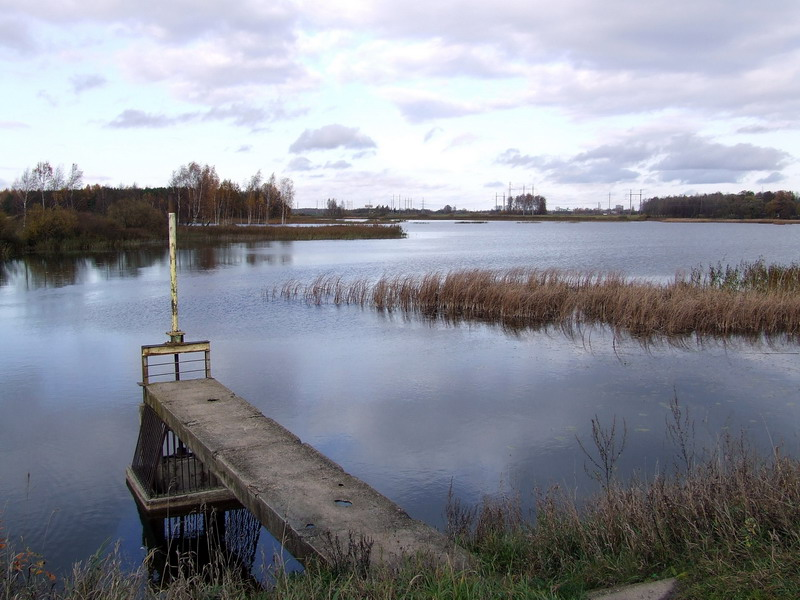
파네베지스구에 위치한 파비에셰차이 연못

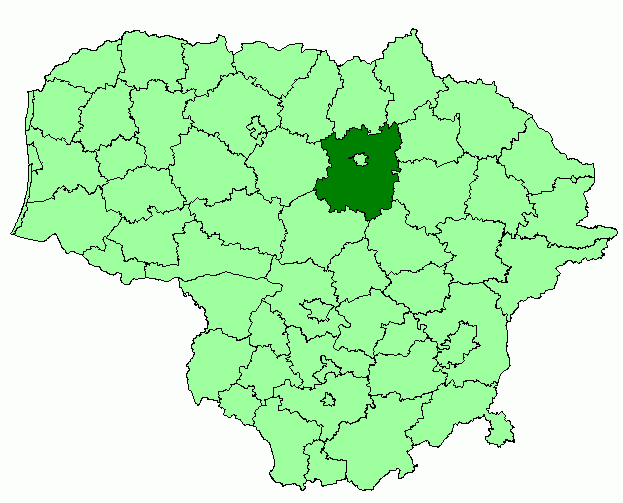
파네베지스구의 위치

파네베지스구(리투아니아어: Panevėžio rajono savivaldybė)는 리투아니아 파네베지스주를 구성하는 6개 지방 자치체 가운데 하나로 행정 중심지는 파네베지스이며 면적은 2,177km2, 인구는 37,173명(2015년 기준), 인구 밀도는 17.1명/km2이다. 이름과는 달리 파네베지스는 별도의 지방 자치체로 존재하며 11개 장로구를 관할한다. 파네베지스시 전체를 둘러싸고 있으며 파네베지스주 파스발리스구, 비르자이구, 쿠피슈키스구, 우테나주 아닉슈차이구, 빌뉴스주 우크메르게구, 카우나스주 케다이냐이구, 샤울랴이주 라드빌리슈키스구, 파크루오이스구와 접한다.

지방 자치체 문장